# Ach śpij kochanie (film)
Ach śpij kochanie – polski film kryminalny w reżyserii Krzysztofa Langa z 2017 roku, oparty na faktach, historii polskiego seryjnego mordercy Władysława Mazurkiewicza.
Zdjęcia do filmu zrealizowano w Krakowie (ul. Pijarska, klatka schodowa kamienicy przy ul. Biskupiej 14) i Tarnowie (zakład karny przy ul. Konarskiego 2).

## Fabuła
Akcja rozgrywa się w Krakowie w latach 50. XX wieku, w okresie schyłku stalinizmu. Film opowiada historię śledztwa prowadzonego przez młodego milicjanta Karskiego w sprawie zbrodni dokonywanych przez eleganckiego, urokliwego i ustosunkowanego Władysława Mazurkiewicza, który żyje pełnią życia i popełnia kolejne morderstwa. W wyniku wytrwałej pracy Karskiego Mazurkiewicz zostaje skazany i stracony przez powieszenie.

## Obsada
- Andrzej Chyra – Władysław Mazurkiewicz
- Katarzyna Warnke – Helena Mazurkiewicz, była żona Władysława
- Tomasz Schuchardt – milicjant Karski
- Arkadiusz Jakubik – sierżant Pajek
- Bogusław Linda – pułkownik Olszowy
- Andrzej Grabowski – prokurator Waśko
- Ireneusz Czop – major Gawlina
- Tomasz Schimscheiner – Stanisław Niwiński
- Karolina Gruszka – Anna Niwińska, żona Stanisława
- Katarzyna Figura – „Ruda”
- Izabela Kuna – Jadwiga Suchowa
- Kamila Kuboth – Zosia Suchowa, siostra Jadwigi
- Krzysztof Bochenek – Józef Dederko
- Jerzy Matula – archiwista
- Krzysztof Globisz – prominent
- Jerzy Trela – ojciec Mazurkiewicza
- Tadeusz Łomnicki – kat